# Forrest Tucker
Forrest Tucker (12 de febrero de 1919 - 25 de octubre de 1986) fue un actor cinematográfico y televisivo estadounidense, activo en las décadas de 1940 a 1980. A lo largo de su carrera Tucker actuó en cerca de 100 filmes de acción.

## Primeros años
Su nombre completo era Forrest Meredith Tucker, y nació en Plainfield (Indiana), siendo sus padres Forrest A. Tucker y Doris Heringlake. Se inició como actor a los 14 años de edad en la Exposición Universal de Chicago de 1933, empujando durante el día las sillas de turistas y cantando por las noches "Throw Money". Tras mudarse la familia a Washington D. C., Tucker llamó la atención de Jimmy Lake, propietario del Old Gaiety Burlesque Theater, al ganar su concurso de artistas aficionados en semanas consecutivas. Tras su segunda victoria, Tucker fue contratado como maestro de ceremonias del local a tiempo completo. Sin embargo, el empleo le duró poco tiempo, ya que se descubrió que era demasiado joven para trabajar. Posteriormente, en 1938, Tucker se graduó en la Washington-Lee High School, en Virginia.
Mintiendo sobre su edad, Tucker después entró en la caballería del Ejército de Estados Unidos, siendo destinado a Fort Myer, en el Condado de Arlington, Virginia, aunque fue licenciado cuando se conoció su edad. Tras cumplir los 18 años, entró a trabajar de nuevo en el Old Gaiety.

## Carrera en Hollywood
Cuando el teatro de Lake cerró en el verano de 1939, Tucker viajó a California y empezó a pasar pruebas para actuar en el cine. Así, fue escogido para interpretar a Wade Harper en The Westerner (1940), film protagonizado por Gary Cooper. Destacó en una escena de lucha con Cooper, y consiguió un contrato con Columbia Pictures.
En 1941 obtuvo su primer papel principal en la producción de Producers Releasing Corporation Emergency Landing, y al año siguiente fue coprotagonista del clásico La llama sagrada.
Tucker volvió a alistarse en el Ejército con motivo de la Segunda Guerra Mundial, siendo destinado como alférez. Al final de la contienda retomó su carrera de actor, y en 1946 actuó en el clásico El despertar y le robó unas cuantas escenas a Errol Flynn en Never Say Goodbye.
En 1948 Tucker dejó Columbia y firmó con Republic Pictures. En Republic tuvo su gran oportunidad al trabajar en Sands of Iwo Jima (1949) con el papel del Cabo Thomas, y actuando junto a John Wayne. En la década de 1950 intervino en un gran número de filmes de acción, entre ellos Rock Island Trail (1950), California Passage (1950), Rage at Dawn (1955, encarnando a Frank Reno),The Abominable Snowman (1957), The Quiet Gun (1957), y The Crawling Eye (1958).
Otra de sus grandes oportunidades llegó en 1958 cuando consiguió el papel de Beauregard Burnside en Esta tía es un demonio, el film más taquillero en Estados Unidos de los rodados ese año. Tucker demostró un instinto para la comedia ligera bajo la dirección de Morton DaCosta que había permanecido oculto en sus papeles en cintas del género western y de ciencia ficción.

## Trabajo televisivo y teatral
Tucker fue escogido para interpretar al "Professor" Harold Hill por el director DaCosta en la producción The Music Man, papel que repitió en 2,008 ocasiones a lo largo de los siguientes cinco años, incluyendo un período de 56 semanas en el legendario Teatro Bank of America de Chicago. Tras Music Man, Tucker trabajó en el circuito de Broadway en la obra Fair Game for Lovers (1964).
Posteriormente enfocó su carrera en la televisión, donde interpretó su papel de mayor fama, el de Morgan O'Rourke en F Troop (1965–1967). Aunque F Troop solo duró dos temporadas en la ABC, la serie estuvo en constante redifusión, alcanzando a tres generaciones de espectadores (Irónicamente, en dos de sus episodios en Gunsmoke Tucker actuaba de nuevo con el uniforme de caballería). Además actuó en muchas series televisivas, entre ellas las siguientes: la de la CBS Appointment with Adventure, en el episodio final titulado "Two Falls for Satan" (1956); Channing, una serie dramática de la ABC emitida en la temporada 1963-1964; Whispering Smith, serie de la NBC protagonizada por Audie Murphy.
Tras F Troop, Tucker volvió al cine para hacer papeles como actor de carácter (Barquero y Chisum, títulos de 1970) y en ocasiones como primer actor (The Wild McCullochs, de 1975). En televisión siguió actuando como artista invitado, con seis interpretaciones en Gunsmoke y con el papel recurrente de Jarvis Castleberry en la serie de 1976-1985 Alice y su spin-off, Flo. Tras F Troop, Tucker actuó con regularidad en Dusty's Trail (1973, con Bob Denver), The Ghost Busters (1975–76, serie con la que trabajó con su compañero en F Troop Larry Storch), y Filthy Rich (1982–83). Además continuó con su trabajo teatral, trabajando en obras como Plaza Suite, Show Boat y That Championship Season.
Tucker se vio afectado por un severo alcoholismo en su última etapa y, tras varios años de ausencia, volvió a la gran pantalla, actuando en el film de Cannon Films Thunder Run (1986). Su último trabajo cinematográfico fue Outtakes.

## Vida personal
Tucker se casó tres veces. Sus esposas fueron: Sandra Jolley (1919–1986), de la que se divorció en 1950, y que era hija del actor de carácter I. Stanford Jolley y hermana del director artístico ganador de un Premio Oscar Stan Jolley,; Marilyn Johnson, con la que se casó el 28 de marzo de 1950, falleciendo ella en 1960; y Marilyn Fisk, con la que se casó el 23 de octubre de 1961. Tuvo dos hijas, Pamela "Brooke" Tucker y Cindy Tucker, y un hijo, Forrest Sean Tucker.
Forrest Tucker falleció a causa de un cáncer de pulmón y un enfisema el 25 de octubre de 1986, en Los Ángeles, California. Fue enterrado en el Cementerio Forest Lawn Memorial Park de Los Ángeles.

## Selección de su filmografía
- The Westerner (1940)
- The Great Awakening (1941)
- Counter-Espionage (1942)
- Boston Blackie Goes Hollywood (1942)
- La batalla de los rancheros (1952)

- La llama sagrada (1942)
- Never Say Goodbye (1946)
- El despertar (1946)
- Coroner Creek (1948)
- Hellfire (1949)
- Sands of Iwo Jima (1950)
- Montana Belle (1952)
- El triunfo de Buffalo Bill (1953)
- Laughing Anne (1953)
- San Antone (1953)
- Trouble in the Glen (1954)
- Break in the Circle (1955)
- Paris Follies of 1956 (1955)
- Rage at Dawn (1955)
- Three Violent People (1957)
- The Abominable Snowman (1957)
- The Strange World of Planet X (1958)
- The Trollenberg Terror (1958)
- Esta tía es un demonio (1958)
- The Night They Raided Minsky's (1968)
- Chisum (1970)
- Walking Tall: Final Chapter (1977)